# 유명한 웹사이트에 사용되는 프로그래밍 언어들
가장 인기 있는 웹사이트들은(또는 가장 많이 방문하는) 공통적으로 동적인 웹사이트라는 요소를 가지고 있다. 동적 웹사이트의 구축 과정에는 일반적으로 서버 측 코딩, 클라이언트 측 코딩 및 데이터베이스 기술이 포함된다. 그러나 유사한 동적 웹 컨텐츠를 제공하기 위해 적용되는 프로그래밍 언어는 사이트 간 매우 다양하다.
| 웹사이트       | 인기도 (1달 간 방문객 수) | 프런트엔드 (클라이언트 측) | 백엔드 (서버 측)                                            | 데이터베이스                                       | 세부 사항                                                    |
| -------------- | ------------------------- | -------------------------- | ----------------------------------------------------------- | -------------------------------------------------- | ------------------------------------------------------------ |
| 구글           | 1,600,000,000             | JavaScript                 | C, C++, Go, 자바, 파이썬                                    | BigTable, MariaDB                                  | 세계에서 가장 많이 사용되는 검색 엔진                        |
| 페이스북       | 1,100,000,000             | JavaScript                 | Hack, PHP (HHVM), 파이썬, C++, 자바, Erlang, D, XHP, 하스켈 | MariaDB, MySQL, HBase Cassandra                    | 가장 많이 방문되는 소셜 네트워크 서비스                      |
| 유튜브         | 1,100,000,000             | JavaScript                 | C, C++, 파이썬, 자바, Go                                    | Vitess, BigTable, MariaDB                          | 가장 많이 방문되는 동영상 공유 사이트                        |
| 야후!          | 750,000,000               | JavaScript                 | PHP                                                         | MySQL, PostgreSQL, VB.NET                          | 야후는 현제 Node.js로 언어를 변경하는 중임                   |
| 아마존         | 500,000,000               | JavaScript                 | 자바, C++, Perl                                             | Oracle Database                                    | 유명한 온라인 쇼핑몰 사이트                                  |
| 위키백과       | 475,000,000               | JavaScript                 | PHP, Hack                                                   | MySQL, MariaDB                                     | "미디어위키"는 PHP 로 프로그래밍 되었으며, HHVM 으로 운영됨. |
| 트위터         | 290,000,000               | JavaScript                 | C++, 자바, Scala, Ruby                                      | MySQL                                              | 유명 소셜 네트워트 서비스                                    |
| 빙             | 285,000,000               | JavaScript                 | ASP.NET                                                     | Microsoft SQL Server                               |                                                              |
| 이베이         | 285,000,000               | JavaScript                 | 자바, JavaScript, Scala                                     | Oracle Database                                    | 온라인 중고매장                                              |
| MSN            | 280,000,000               | JavaScript                 | Microsoft SQL Server                                        | "메신저"로 알려진 단순한 이메일 클라이언트 서비스. |                                                              |
| 마이크로소프트 | 270,000,000               | JavaScript                 | ASP.NET                                                     | 세계 최대 소프트웨어 회사 중 한 곳                 |                                                              |
| 링크드인       | 260,000,000               | JavaScript                 | 자바, JavaScript, Scala                                     | Voldemort                                          | 세계 최대 직업 네트워크                                      |
| 핀터레스트     | 250,000,000               | JavaScript                 | Django, Erlang                                              | MySQL, Redis                                       |                                                              |
| 워드프레스     | 240,000,000               | JavaScript                 | PHP, JavaScript (Node.js)                                   | MariaDB, MySQL                                     |                                                              |

*위 데이터들은 아래의 요소에 기초함
- HTTP 헤더 정보
- 요청 파일의 유형

| 웹사이트       | ASP.NET | C      | C++    | D      | Erlang | Go     | Hack   | 자바   | JavaScript | Perl   | PHP    | 파이썬 | Ruby   | Scala  | XHP    |
| -------------- | ------- | ------ | ------ | ------ | ------ | ------ | ------ | ------ | ---------- | ------ | ------ | ------ | ------ | ------ | ------ |
| 구글           | 미사용  | 사용   | 사용   | 미사용 | 미사용 | 사용   | 미사용 | 사용   | 미사용     | 미사용 | 미사용 | 사용   | 미사용 | 미사용 | 미사용 |
| 유튜브         | 미사용  | 사용   | 사용   | 미사용 | 미사용 | 사용   | 미사용 | 사용   | 미사용     | 미사용 | 미사용 | 사용   | 미사용 | 미사용 | 미사용 |
| 페이스북       | 미사용  | 미사용 | 사용   | 사용   | 사용   | 미사용 | 사용   | 사용   | 미사용     | 미사용 | 사용   | 사용   | 미사용 | 미사용 | 사용   |
| 야후!          | 미사용  | 미사용 | 미사용 | 미사용 | 미사용 | 미사용 | 미사용 | 미사용 | 사용       | 미사용 | 사용   | 미사용 | 미사용 | 미사용 | 미사용 |
| 아마존         | 미사용  | 미사용 | 사용   | 미사용 | 미사용 | 미사용 | 미사용 | 사용   | 미사용     | 사용   | 미사용 | 미사용 | 미사용 | 미사용 | 미사용 |
| 위키백과       | 미사용  | 미사용 | 미사용 | 미사용 | 미사용 | 미사용 | 사용   | 미사용 | 미사용     | 미사용 | 사용   | 미사용 | 미사용 | 미사용 | 미사용 |
| 트위터         | 미사용  | 미사용 | 사용   | 미사용 | 미사용 | 미사용 | 미사용 | 사용   | 미사용     | 미사용 | 미사용 | 미사용 | 사용   | 사용   | 미사용 |
| 빙             | 사용    | 미사용 | 미사용 | 미사용 | 미사용 | 미사용 | 미사용 | 미사용 | 미사용     | 미사용 | 미사용 | 미사용 | 미사용 | 미사용 | 미사용 |
| 이베이         | 미사용  | 미사용 | 미사용 | 미사용 | 미사용 | 미사용 | 미사용 | 사용   | 사용       | 미사용 | 미사용 | 미사용 | 미사용 | 사용   | 미사용 |
| MSN            | 사용    | 미사용 | 미사용 | 미사용 | 미사용 | 미사용 | 미사용 | 미사용 | 미사용     | 미사용 | 미사용 | 미사용 | 미사용 | 미사용 | 미사용 |
| 마이크로소프트 | 사용    | 미사용 | 미사용 | 미사용 | 미사용 | 미사용 | 미사용 | 미사용 | 미사용     | 미사용 | 미사용 | 미사용 | 미사용 | 미사용 | 미사용 |
| 링크드인       | 미사용  | 미사용 | 미사용 | 미사용 | 미사용 | 미사용 | 미사용 | 사용   | 사용       | 미사용 | 미사용 | 미사용 | 미사용 | 사용   | 미사용 |
| 핀터레스트     | 미사용  | 미사용 | 미사용 | 미사용 | 사용   | 미사용 | 미사용 | 미사용 | 미사용     | 미사용 | 미사용 | 사용   | 미용   | 미사용 | 미사용 |
| 워드프레스     | 미사용  | 미사용 | 미사용 | 미사용 | 미사용 | 미사용 | 미사용 | 미사용 | 사용       | 미사용 | 사용   | 미사용 | 미사용 | 미사용 | 미사용 |

## 같이 보기
- 프로그래밍 언어
- 프로그래밍 언어 비교
- 프로그래밍 언어 목록
- TIOBE 인덱스
- 웹 개발